# Calothamnus planifolius
Calothamnus planifolius är en myrtenväxtart som beskrevs av Johann Georg Christian Lehmann. Calothamnus planifolius ingår i släktet Calothamnus och familjen myrtenväxter. Inga underarter finns listade i Catalogue of Life.